# Белле (округ)
Округ Белле (фр. Arrondissement de Belley) — округ у Франції, в департаменті Ен. 2023 року округ об'єднував 104 муніципалітети, населення становило 123 405 осіб.
Адміністративний центр (супрефектура) — Белле.

## Муніципалітети
Список муніципалітетів округу та їхні коди INSEE:
1. Амбер'є-ан-Бюже (01004)
2. Амблеон (01006)
3. Амброне (01007)
4. Амбютрі (01008)
5. Англефор (01010)
6. Андер-е-Кондон (01009)
7. Аранда (01013)
8. Аранк (01012)
9. Арбуа-ан-Бюже (01015)
10. Арв'єр-ан-Вальроме (01453)
11. Аржі (01017)
12. Армі (01019)
13. Артемар (01022)
14. Белле (01034)
15. Бенонс (01037)
16. Беттан (01041)
17. Блі (01047)
18. Бран (01061)
19. Бреньє-Кордон (01058)
20. Бріор (01064)
21. Бур-Сен-Кристоф (01054)
22. Вальроме-сюр-Серан (01036)
23. Вільбуа (01444)
24. Вільє-Луа-Моллон (01450)
25. Вір'є-ле-Гран (01452)
26. Віриньєн (01454)
27. Во-ан-Бюже (01431)
28. Воннь (01456)
29. Гроле-Сен-Бенуа (01338)
30. Дувр (01149)
31. Евож (01155)
32. Жуає (01198)
33. Ізьє (01193)
34. Іннімон (01190)
35. Клейзьє (01107)
36. Колом'є (01110)
37. Конан (01111)
38. Конзьє (01117)
39. Контрево (01116)
40. Корбоно (01118)
41. Корльє (01121)
42. Крессен-Рошфор (01133)
43. Кюзьє (01141)
44. Кюло-Беон (01138)
45. Ла-Бюрбанш (01066)
46. Л'Абержман-де-Варе (01002)
47. Лавур (01208)
48. Ланьє (01202)
49. Ле-Монтельє (01260)
50. Лейман (01213)
51. Лон (01219)
52. Луаєтт (01224)
53. Люї (01216)
54. Маньє (01227)
55. Мариньє (01234)
56. Маршам (01233)
57. Массіньє-де-Рив (01239)
58. Мексім'є (01244)
59. Монтаньє (01255)
60. Мюр-е-Желіньє (01268)
61. Ніволле-Монгриффон (01277)
62. О-Вальроме (01187)
63. Онсьє (01279)
64. Ордонна (01280)
65. Парв-е-Наттаж (01286)
66. Пейр'є (01294)
67. Перуж (01290)
68. Плато-д'Отвіль (01185)
69. Польє (01302)
70. Премейзель (01310)
71. Премільє (01311)
72. Риньє-ле-Фран (01325)
73. Россійон (01329)
74. Рюфф'є (01330)
75. Сейзер'є (01073)
76. Сейонна (01400)
77. Сейсель (01407)
78. Сен-Вюльба (01390)
79. Сен-Дені-ан-Бюже (01345)
80. Сен-Жан-де-Ніо (01361)
81. Сен-Жермен-ле-Паруасс (01358)
82. Сен-Мартен-де-Бавель (01372)
83. Сен-Морис-де-Гурдан (01378)
84. Сен-Морис-де-Реман (01379)
85. Сен-Рамберт-ан-Бюже (01384)
86. Сен-Сорлен-ан-Бюже (01386)
87. Сент-Елуа (01349)
88. Сент-Жулі (01366)
89. Серр'єр-де-Бріор (01403)
90. Со-Брена (01396)
91. Суклен (01411)
92. Талісьє (01415)
93. Тене (01416)
94. Торсьє (01421)
95. Фараман (01156)
96. Флаксьє (01162)
97. Шазе-Бон (01098)
98. Шазе-сюр-Ен (01099)
99. Шале (01076)
100. Шамдор-Корсель (01080)
101. Шампань-ан-Вальроме (01079)
102. Шарно-сюр-Ен (01088)
103. Шато-Гаяр (01089)
104. Шеньє-ла-Бальм (01100)